# Eric da Silva Moreira
Eric Emanuel da Silva Moreira (* 3. Mai 2006 in Hamburg) ist ein deutsch-portugiesischer Fußballspieler, der für Nottingham Forest und die deutsche Jugendnationalmannschaft spielt.

## Karriere
Da Silva Moreira wurde in Hamburg geboren und wurde beim SC Victoria Hamburg und dem FC St. Pauli ausgebildet.
Er spielte für den FC St. Pauli II und debütierte in der Profimannschaft am 16. März 2024 im Zweitligaspiel gegen den 1. FC Nürnberg.
Ab der Saison 2024/25 ist da Silva Moreira für Nottingham Forest Spieler in der Premier League.

## Leben
Da Silva Moreira wurde in Deutschland geboren und hat auch portugiesische, bissau-guineische und polnische Wurzeln. Sein Onkel Almami Moreira ist ein ehemaliger und sein Cousin Diego Moreira ist ein ebenfalls aktiver professioneller Fußballspieler.
Er ist Jugendnationalspieler für Deutschland und hat für die U16 und die U17 gespielt. Mit der deutschen U17 war er ein herausragender Spieler bei der Europameisterschaft 2023 und der folgenden Weltmeisterschaft die sein Team beide gewann.
Da Silva Moreira ist ein vielseitiger Spieler mit dem rechten Fuß, der sowohl als Mittelstürmer, Flügelspieler als auch als Rechtsverteidiger spielen kann.

## Persönliches
Da Silva Moreira ist gläubiger Christ. Im November 2024 kritisierte er den Verkauf von T-Shirts der Punkband Bad Religion im Fanshop des FC St. Pauli. Die Hemden zeigten ein durchgestrichenes Kreuz, das Logo der Band. Nach seiner Ansicht widerspricht  der Verkauf des T-Shirts den Werten, die der Verein zu vermitteln versucht. Der Verein bekennt sich zu Meinungs- und Religionsfreiheit.

## Titel
Verein
- Deutscher Zweitligameister und Aufstieg in die Bundesliga: 2024

Nationalmannschaft
- U17-Weltmeister: 2023
- U17-Europameister: 2023